# Alpine A390
De Alpine A390 is een elektrische compacte crossover-SUV van de Franse autofabrikant Alpine. Het conceptmodel werd voor het eerst getoond als de Alpine A390_β op de Autosalon van Parijs in 2024, en het productiemodel werd op 27 mei 2025 onthuld. Het is het tweede van zeven volledig elektrische modellen uit de “Dream Garage”-reeks die Alpine tegen 2030 wil uitbrengen.

## Galerij

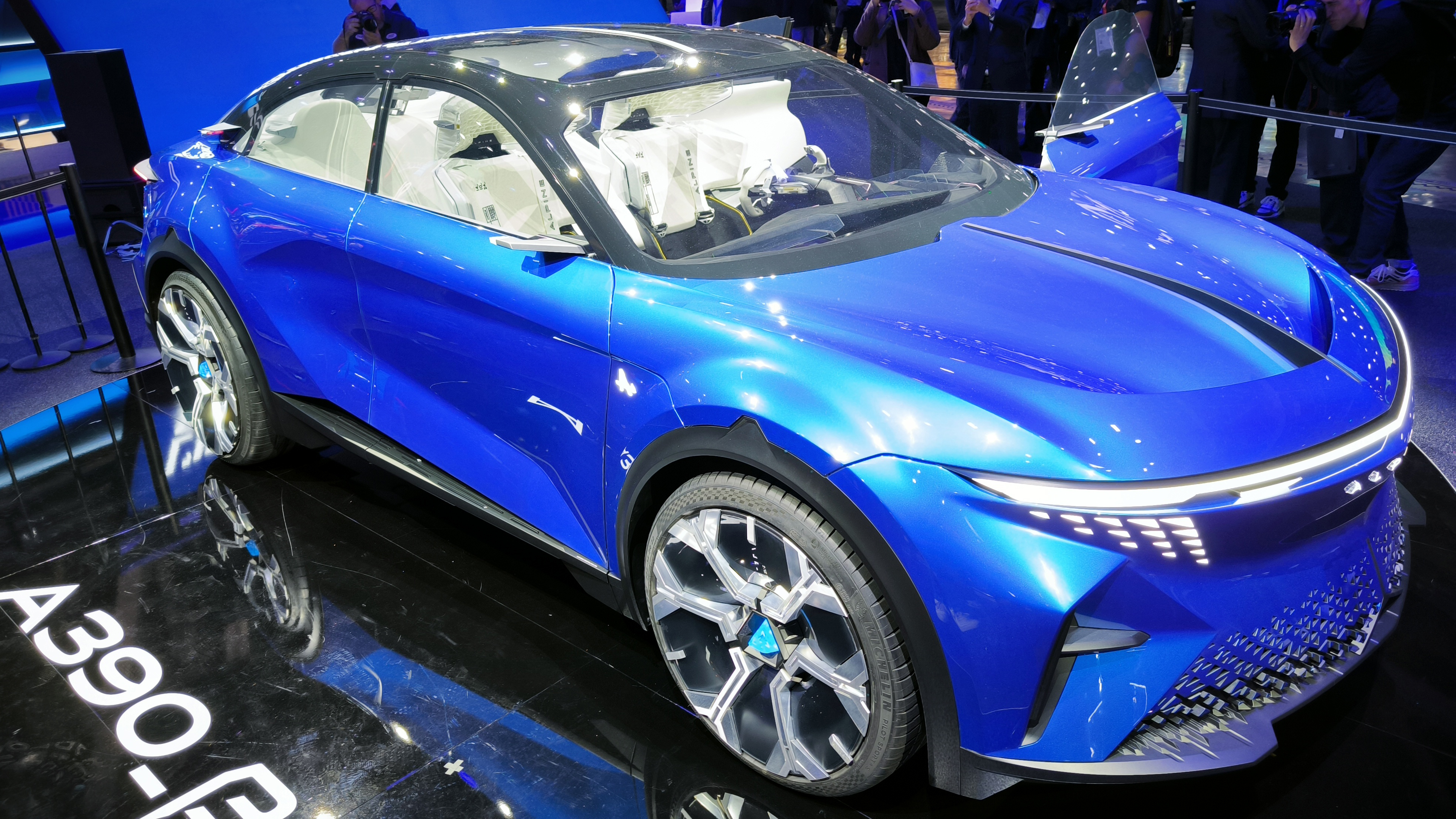
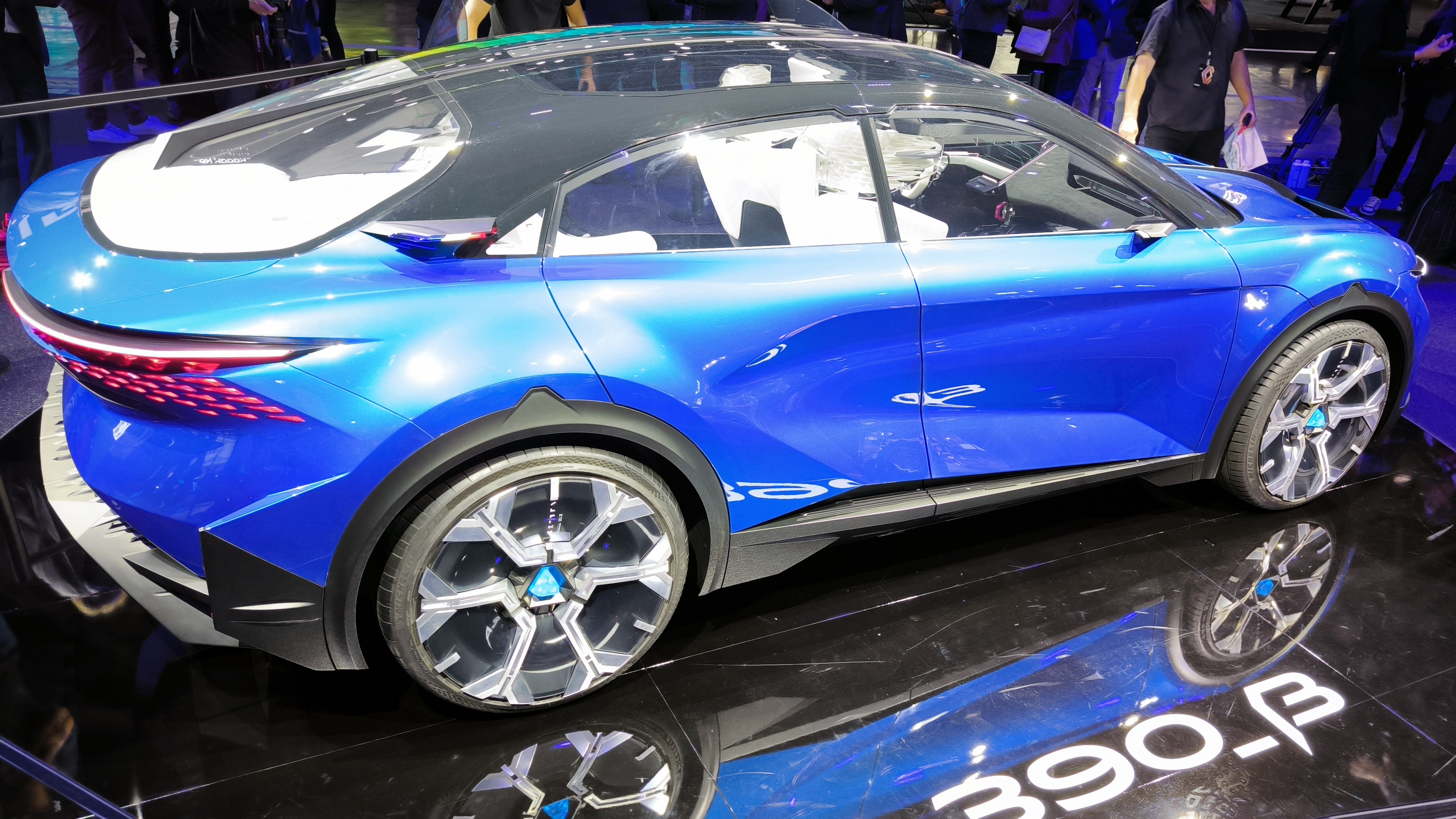
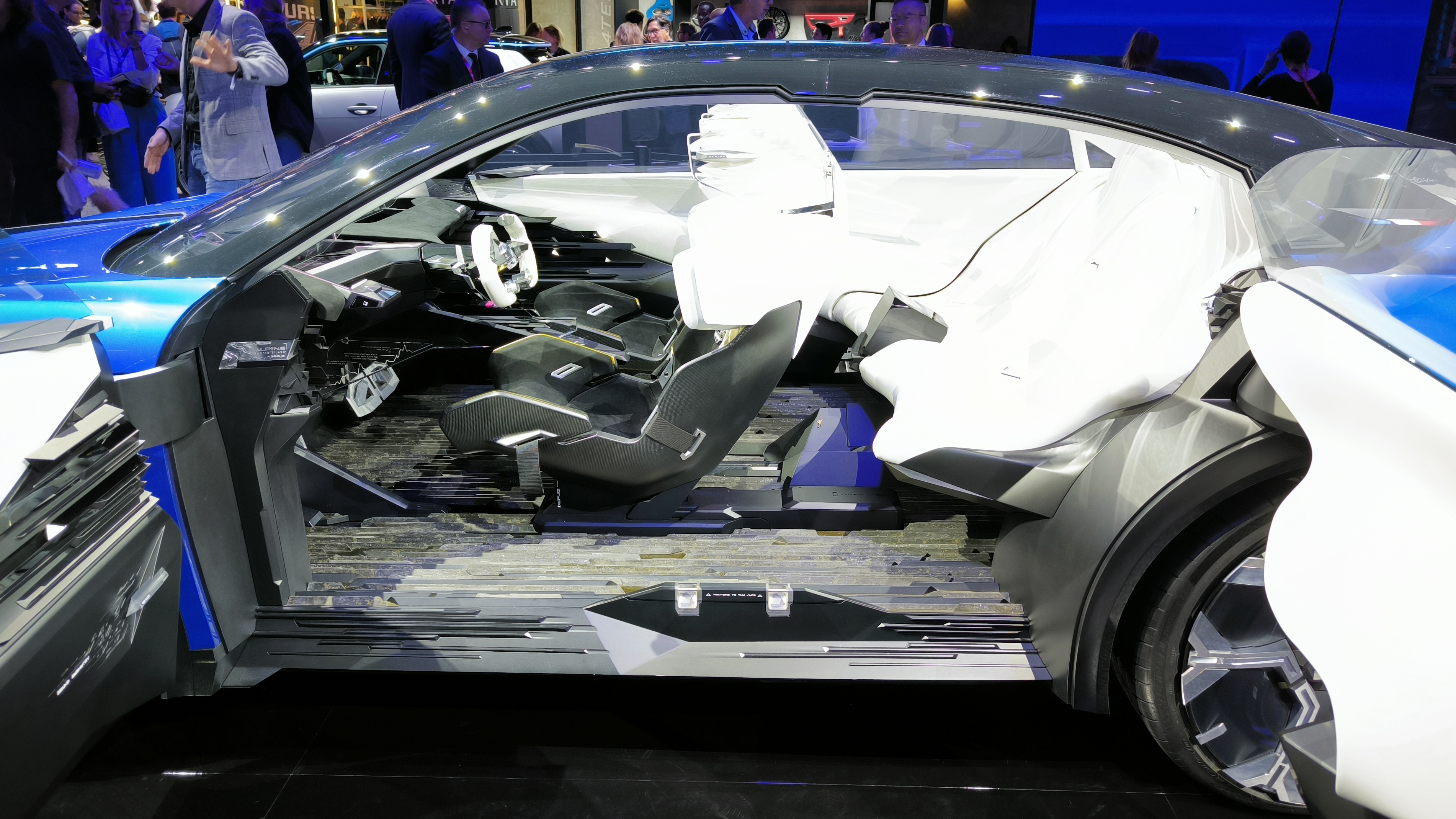

## Conceptauto
- Alpine A390_β (2024)